# Браун, Артур, 8-й маркиз Слайго
Полковник Артур Хау Браун, 8-й маркиз Слайго (англ. Arthur Browne, 8th Marquess of Sligo; 8 мая 1867 — 28 мая 1951) — англо-ирландский аристократ, военный и пэр. С 1867 по 1903 год он был известен как Артур Хау Браун, а с 1903 по 1941 год — лорд Артур Браун.

## Жизнь и карьера
Родился 8 мая 1867 года. Третий сын Генри Брауна, 5-го маркиза Слайго (1831—1913), и Кэтрин Генриетты Дикен (? — 1914), дочери Уильяма Стивенса Дикена . Он получил образование в школе Уиндлшем-хаус с 1877 по 1880 год, а затем в Клифтон-колледже.
30 декабря 1903 года его отец Генри Браун сменил своего старшего брата на посту 5-го маркиза Слайго, и он получил титул лорда Артура Брауна.
7 января 1941 года после смерти своего 42-летнего бездетного и неженатого племянника, Улика де Бурга Брауна, 7-го маркиза Слайго (1898—1941), Артур Браун унаследовал титулы 8-го маркиза Слайго, 10-го графа Алтамонта, 10-го виконта Уэстпорта, 10-го барона Монтигла, 8-го барона Монтигла и 6-го графа Кланрикарда.
Пробыв лейтенантом в ополчении, Артур Браун занял первое место на конкурсных экзаменах в регулярную армию и 8 июня 1889 года был назначен вторым лейтенантом в Royal Munster Fusiliers. Он был произведен в лейтенанты 30 декабря 1891 года и служил транспортным офицером в Тирахской кампании 1897—1898 годов, после чего 27 августа 1898 года он был произведен в капитаны. Он служил в 1-м батальоне своего полка в Южной Африке во время Второй англо-бурской войны. По окончании войны в 1902 году он отправился с батальоном в Индию. Более 520 офицеров и солдат покинули Кейптаун на SS Lake Manitoba в сентябре 1902 года и прибыли в Бомбей в следующем месяце. Затем он служил в Мултане в Пенджабе. Он получил свое совершеннолетие в 1907 году и служил во время Первой мировой войны полковником в Управлении разведки военного министерства.
С 1919 по 1930 год Артур Браун был главным помощником секретаря Имперской комиссии по военным захоронениям. В 1923 году он написал:
«Возможно, через двести или триста лет, когда коренное население достигнет более высокой ступени цивилизации, они будут рады увидеть, что на могилах туземцев были установлены надгробия и что с туземными солдатами обращались точно так же, как с их белыми товарищами».
В отчете за 2021 год отмечалось, что его ответ показал «то, что он, возможно, считал предвидением, но которое было явно сформулировано современными расовыми предрассудками». Доклад продолжается в свете отсутствия мемориалов и надгробий для небелых солдат: «Однако в основе всех этих решений лежали укоренившиеся предрассудки, предубеждения и повсеместный расизм современных имперских взглядов».

## Семья
18 ноября 1919 года лорд Слайго женился на Лилиан Уайтсайд Чэпмен (? — 13 августа 1953), дочери Чарльза Чэпмена. Их брак был бездетным. Он умер в мае 1951 года в возрасте 84 лет, и ему наследовал его младший брат, лорд Теренс Моррис Браун (1873—1952), ставший 9-м маркизом Слайго.
Похороны лорда Слайго были описаны его племянником, 10-м маркизом Слайго:
«…в день выборов … его гроб, завернутый в „Юнион Джек“, пронесли через ворота в Уэстпорт-Таун. Главный гробовщик, уважаемый местный строитель, был генералом в Старой ИРА. Никто не считал флаг зловещим или шуткой плохого вкуса. На самом деле это едва ли было замечено. Восьмой маркиз верил в Бога, Британскую империю и Уэстпорт в таком порядке … и для него в этой троице не было ничего несообразного».